# У нас это невозможно
«У нас это невозможно» (англ. It Can’t Happen Here) — роман 1935 года американского писателя Синклера Льюиса. Опубликован в период подъёма фашизма в Европе. Роман описывает взлёт Базза Уиндрипа, популистского сенатора, который избирается на пост президента США, пообещав коренные экономические и социальные реформы, пропагандируя возвращение к патриотизму и традиционным ценностям. После своего избрания Уиндрип получает полный контроль над правительством и устанавливает тоталитарное правление с помощью военной силы, на манер Гитлера и СС. В центре романа изображен журналист Доремус Джессап, его оппозиция режиму и его последующая борьба с ним. Рецензенты и литературные критики подчеркивали связь романа с политиком из Луизианы Хью Лонгом, который готовился баллотироваться на пост президента в 1936 году, когда появился роман.

## Сюжет
В 1936 году сенатор Берцелиус «Базз» Уиндрип, харизматичный и властолюбивый политик, выигрывает выборы на пост президента Соединенных Штатов с помощью популистской программы, обещая привести страну к процветанию и величию, и обещая каждому гражданину доход в пять тысяч долларов США в год (около $ 80 000, с учетом инфляции). Изображая себя защитником традиционных американских ценностей, Уиндрип легко побеждает своих противников, сенатора Троубриджа и президента Франклина Делано Рузвельта. Уиндрип вскоре после избрания начинает преследовать инакомыслие, изолирует политических врагов в концентрационных лагерях и создает военизированную организацию «Минитмены», которая терроризирует граждан и продвигает политику Уиндрипа и его «корпоративного» режима. Одним из первых шагов Уиндрипа на посту президента является устранение влияния Конгресса США, что вызывает гнев многих граждан, включая самих законодателей. «Минитмены» реагируют на протесты разгоном демонстраций штыками. В дополнение к этим действиям, администрация Уиндрипа ограничивает права женщин и меньшинств, а также ликвидирует штаты, разделив страну на административные секторы. Управляют этими секторами известные бизнесмены или офицеры. Лица, обвиняемые в преступлениях против правительства, предстают перед судом, где председательствуют «военные судьи». Несмотря на диктаторский характер таких мер, большинство американцев одобряет их, видя в них хоть и болезненные, но нужные шаги для восстановления американской мощи. Другие, имеющие меньше энтузиазма по поводу перспектив корпоративизма, успокаивают друг друга, говоря, что фашизм «у нас невозможен», отсюда и название романа.
Противники Уиндрипа, во главе с сенатором Троубриджем, образуют организацию под названием «Новое подполье», помогая диссидентам бежать в Канаду, на манер спасения рабов посредством подпольной железной дороги. Один из новобранцев «Нового подполья» — Джессап, главный герой романа, традиционный американский социал-либерал, противник как корпоративизма, так и коммунизма (сторонники коммунизма преследуются администрацией Уиндрипа). Участие Джессапа в организации приводит его к работе в газете, в которой он пишет передовицы и осуждает злоупотребления новой власти. В итоге его арестовывают, и он, подкупив охранников, вынужден бежать в Канаду.
В Канаде он снова присоединяется к «Новому подполью» и едет на северо-восток США как шпион, по ходу призывая местных жителей противостоять Уиндрипу.
Со временем режим Уиндрипа слабеет, так как обещанное экономическое процветание не материализуется и растет число разочарованных американцев, в их числе вице-президент Бикрофт, который также бежит в Канаду.
Затем следует переворот, и к власти приходит госсекретарь Сарасон, президент изгоняется во Францию. Сарасон, как оказалось, относительно слабый правитель, и следует ещё один переворот, где побеждает генерал Хайк, с войсками он входит в Белый Дом, убивает Сарасона и его сподвижников и провозглашает себя президентом. После двух переворотов начинается определенная эрозия власти Корпоративного государства, и Хайк отчаянно пытается пробудить патриотизм неоправданным вторжением в Мексику. После клеветы в адрес Мексики в государственных газетах Хайк объявляет мобилизацию для вторжения в эту страну, это раздражает даже тех, которые до этого были твердыми сторонниками корпоративного государства. Бунты вспыхивают по всей стране.
Генерал Кун, один из старших офицеров Хайка, дезертирует и уводит в оппозицию большую часть своей армии, что дает силы движению сопротивления. Хотя Хайк продолжает контролировать большую часть страны, скоро вспыхивает гражданская война. На этом роман заканчивается — армия оппозиции пытается укрепиться на Среднем Западе, Джессап по-прежнему работает шпионом сопротивления.

## Адаптация и влияние
В 1936 году Льюис и Джон С. Моффитт написали одноименную инсценировку романа, которая ставится до сих пор. Премьера сценической версии состоялась 27 октября 1936 года в двадцати одном театре США в семнадцати штатах. Киноверсия MGM находилась уже на стадии подготовки, когда глава студии Луис Майер отменил производство, после чего получил публичную благодарность от нацистского режима в Германии. Уилл Хейс, «главный цензор Голливуда», чье имя получил Кодекс Хейса, сообщил Майеру о своих беспокойствах, что после выхода такого фильма у Голливуда начнутся проблемы на немецком рынке.
В 1968 году вышла одна пилотная серия сериала «Тень на земле» (альтернативное название: «США: Это не может случиться здесь»), снятая Screen Gems и отдаленно основанная на сюжете книги.
Вдохновленный книгой, режиссёр-постановщик Кеннет Джонсон в 1982 году написал адаптацию под названием «Штормовые предупреждения». Сценарий был представлен на рассмотрение NBC, для производства телевизионного мини-сериала, но руководители NBC отвергли первоначальную версию, утверждая, что она была слишком «мозговитой» (англ. cerebral) для среднего американца. Чтобы сделать сценарий более понятным рядовым американцам, американские фашисты были заменены на людоедов-инопланетян. Фильм превратили в фантастический. Он был назван V.

## Хьюи Лонг
Рецензенты и литературные критики подчеркивали связь романа с политиком из Луизианы Хьюи Лонгом, который готовился баллотироваться на пост президента в 1936 году. Льюис изображал американского диктатора вроде Гитлера. Начиная с 1936 года, Управление общественных работ (англ. Works Progress Administration) — агентство, продвигающее Новый курс Рузвельта, — ставило театральные версии романа по всей стране.